# ウィレム・ケンプ
ウィレム・ケンプ（Willem Kemp 1973年1月22日- ）は南アフリカ共和国出身の元野球選手。ポジションは捕手。右投右打。

## 来歴
マイナーリーグでのプレー経験こそ無いが、キューバやオーストラリア、ドイツのブンデスリーグ・パーダーボルンでのプレー経験がある。国際経験が豊富で2006年のWBCでは南アフリカ代表にも選出。若手の選手が多い中、33歳のチーム最年長として特に投手陣を引っ張ったが3番打者として期待された打撃ではノーヒットに終わった。現在は引退している。高校時代はラグビー選手としてもプレ－していた。